# 2900 Luboš Perek
A 2900 Luboš Perek (ideiglenes jelöléssel 1972 AR) a Naprendszer kisbolygóövében található aszteroida. Luboš Kohoutek fedezte fel 1972. január 14-én.